# Nyktimos
Nyktimos (altgriechisch Νύκτιμος Nýktimos), einer der fünfzig Söhne des Lykaon, ist eine Gestalt der griechischen Mythologie.
Nachdem Lykaon, um Zeus auf die Probe zu stellen, diesem den – ihm zur Pflege übergebenen – Knaben Arkas getötet und zum Mahl vorgesetzt hatte, zerschmetterte der Göttervater das Haus des Frevlers mit einem Blitz. Auf Bitten von Gaia verschonte er jedoch den jüngsten (in manchen Versionen: ältesten) Sohn Nyktimos, welcher danach den Thron Arkadiens bestieg.
In späteren Legenden überleben auch Nyktimos’ Brüder, die in verschiedenen Landesteilen Städte gründeten. Deren Ruchlosigkeit brachte Zeus aber dazu, letztlich die gesamte Menschheit in einer großen Flut zu ertränken (mit Ausnahme von Deukalion und Pyrrha).
Als Mutter des Nyktimos wird Orthosia genannt. Sein Sohn Peripethes soll den Psophis gezeugt haben, nach welchem später die gleichnamige Stadt benannt wurde. Nicht zuletzt heißt es, die Nymphe Arkadia habe Nyktimos eine Tochter namens Phylonome geboren.